# École de cartographie du Conquet

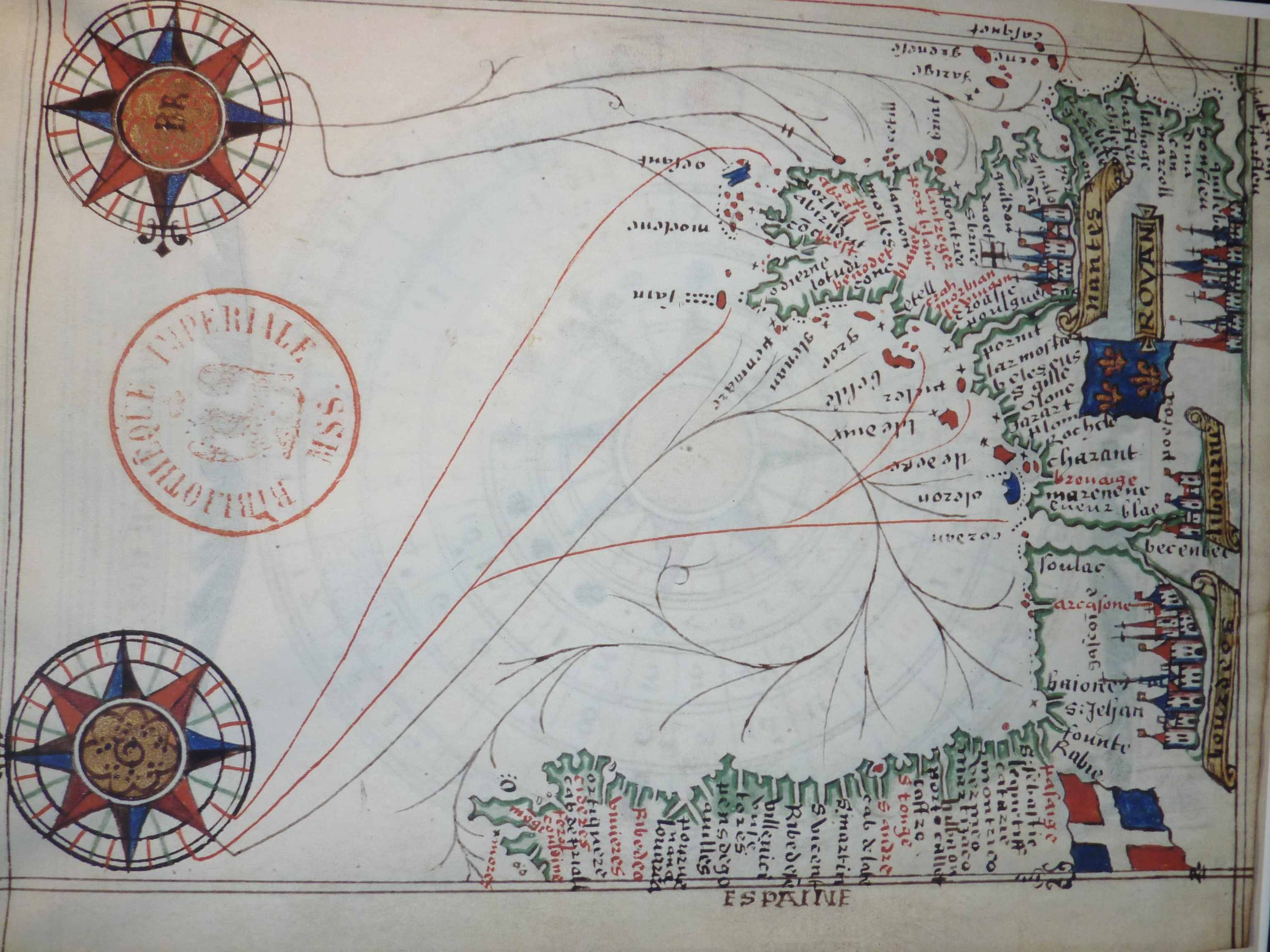
Portulan de Guillaume Brouscon (1548)

L’École de cartographie du Conquet a été fondée au XVIe siècle par le cartographe breton Guillaume Brouscon. Elle est notamment connue pour avoir fourni des dessinateurs au missionnaire breton Michel Le Nobletz, pour la réalisation de cartes marines ou géographiques (sur peaux de mouton) servant de « tableaux énigmatiques » (taolennoù, en breton) à visée catéchétique.

## Présentation générale

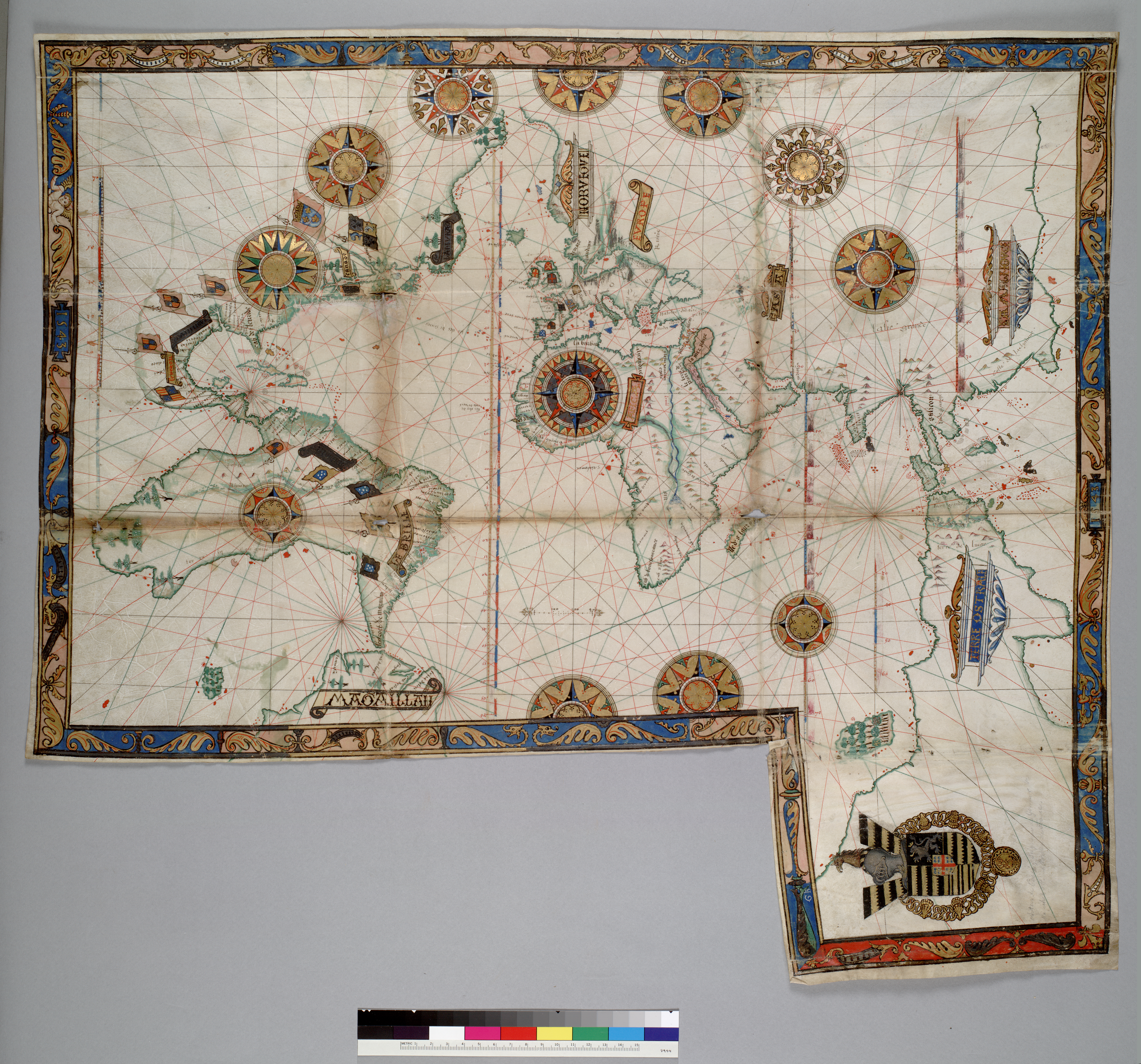
Carte du monde dessinée par Guillaume Brouscon, Le Conquet, 1543

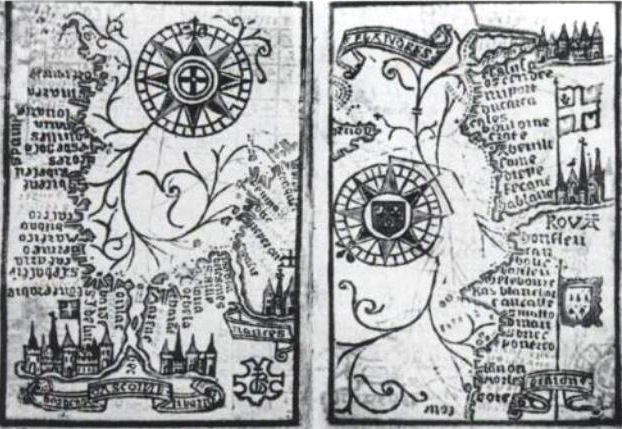
Illustrations d'un almanach de 1546, de Guillaume Brouscon

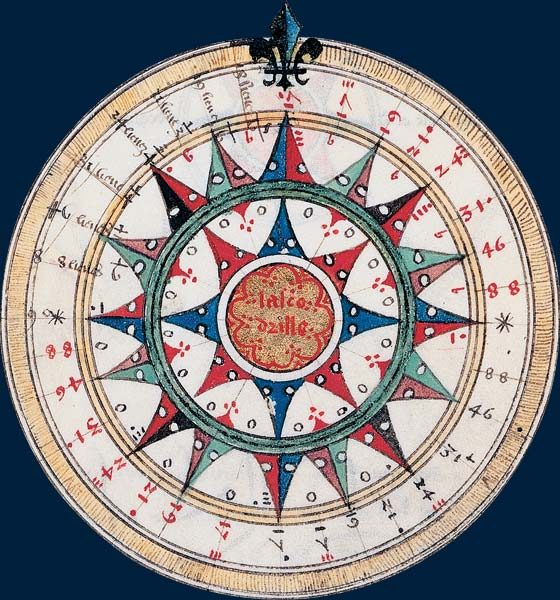
Rose des vents. Illustration du Manuel de pilotage à l'usage des pilotes bretons, Le Conquet, 1548

Le cartographe breton Guillaume Brouscon fonda au XVIe siècle l’École de cartographie du Conquet. On lui doit un manuscrit intitulé Traité de navigation datant de 1543, un Manuel de pilotage à l’usage des pilotes bretons datant de 1548, ainsi que des Almanachs pour marins.
Parmi les autres noms connus, on relève ceux de Ian Trodec, auteur de plusieurs Guides nautiques (1576-1600), de Christophe Trodec, et pour la première moitié du XVIIe siècle, de Ian le Béchec, qui dessina plusieurs cartes de la ville et Port du Conquet (1624 et 1628), d’Alain Lestobec, et de Françoise Troadec. Celle-ci « était une femme remarquable, qui ne parlait pas seulement le français, l’anglais, l’espagnol comme le breton, mais qui connaissait parfaitement la science de la navigation et qui, peignant et dessinant bien, était fort habile à faire des cartes marines pour les marchands qui se rendaient sur les côtes étrangères ».

## Michel Le Nobletz et l’École de cartographie du Conquet
L’école des cartographes du Conquet a indiscutablement fourni des dessinateurs et cartographes au missionnaire breton Michel Le Nobletz, qui vécut entre 1609 et 1613 à Lochrist, paroisse dont dépendait alors le port du Conquet, puis de 1639 à 1652 au bourg du Conquet. C’est notamment le cas de Françoise Troadec, peintre et dessinatrice de cartes marines, mise à contribution au moins pour les premières cartes du missionnaire breton, ainsi que d’Alain Lestobec, « l’auteur des cartes les plus remarquables », connu comme employé aux écritures du Conquet.
Les historiens comme Alain Croix ou Kelig-Yann Cotto ont noté la qualité d’ensemble des cartes marines utilisées par Michel Le Nobletz. Ainsi, dans la « carte des Conseils » (ou des Amériques), « l’île au "centre" du Pacifique est […] la Nouvelle-Guinée que nous retrouvons semblable, et flanquée au nord-est des îles Salomon, dans une édition du célèbre Atlas d’Ortelius datée de 1592, tout comme la "terra australis" au sud ». De même, dans la carte « des cinq talents », le dessin des côtes bretonnes est extrêmement précis, de la baie de Morlaix à la pointe du Raz. Les amers naturels de la Bretagne léonarde sont tous là, Molène et Ouessant bien sûr, Batz et même le Château du Taureau devant la rivière de Morlaix, les abers bien dessinés, et le Folgoët, principal point de repère intérieur ».

## Sources
1. ↑  Ferdinand Renaud, Michel Le Nobletz et les missions bretonnes, Paris, Éd. du Cèdre, 1955, p. 173.
2. ↑  Alain Croix, Les chemins du paradis/Taolennou ar baradoz, Douarnenez, éd. de l'Estran – Chasse-Marée, 1988, p. 38.
3. 1 2 3  Alain Croix, « Les cartes de Michel Le Nobletz. L’art de la prédication au XVIIe », ArMen no 17, octobre 1988, p. 84
4. ↑  Kelig-Yann Cotto, « Michel Le Nobletz et l’école de cartographie du Conquet », dans Yann Celton (dir), Taolennoù. Michel Le Nobletz. Tableaux de mission, Châteaulin, éditions Locus Solus, 2018, p. 66-81.